# Xibaipo

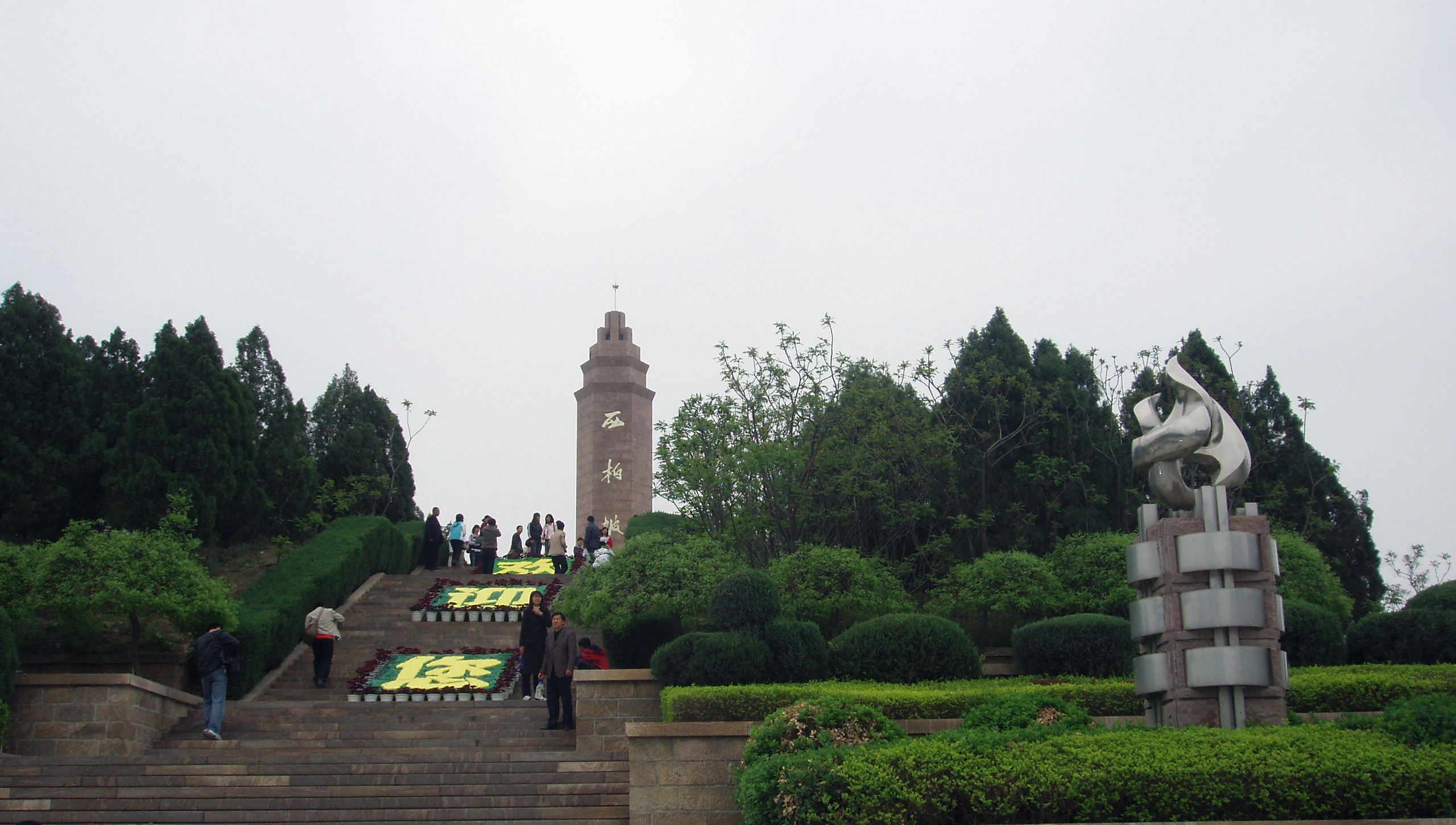
Xibaipuo

Xibaipo (西柏坡 en chino) es un pueblo chino. Está situado en la provincia de Hebei, a 90 kilómetros de Shijiazhuang y a 499 km de Pekín. Al final de la 1940. El gobierno central se trasladó a Yan'an a esta ciudad.
El 5 de marzo de 1949, el Gobierno Central celebró la Segunda Plenaria VVIE El Congreso durante el cual trabajó el principio de libre gracias aplastar la dominación Kuomintang y ganar en todo el país. Xibaipo fue el último asiento del gobierno central del Partido Comunista Chino antes de entrar en Pekín.